# Desfile da Vitória em Berlim

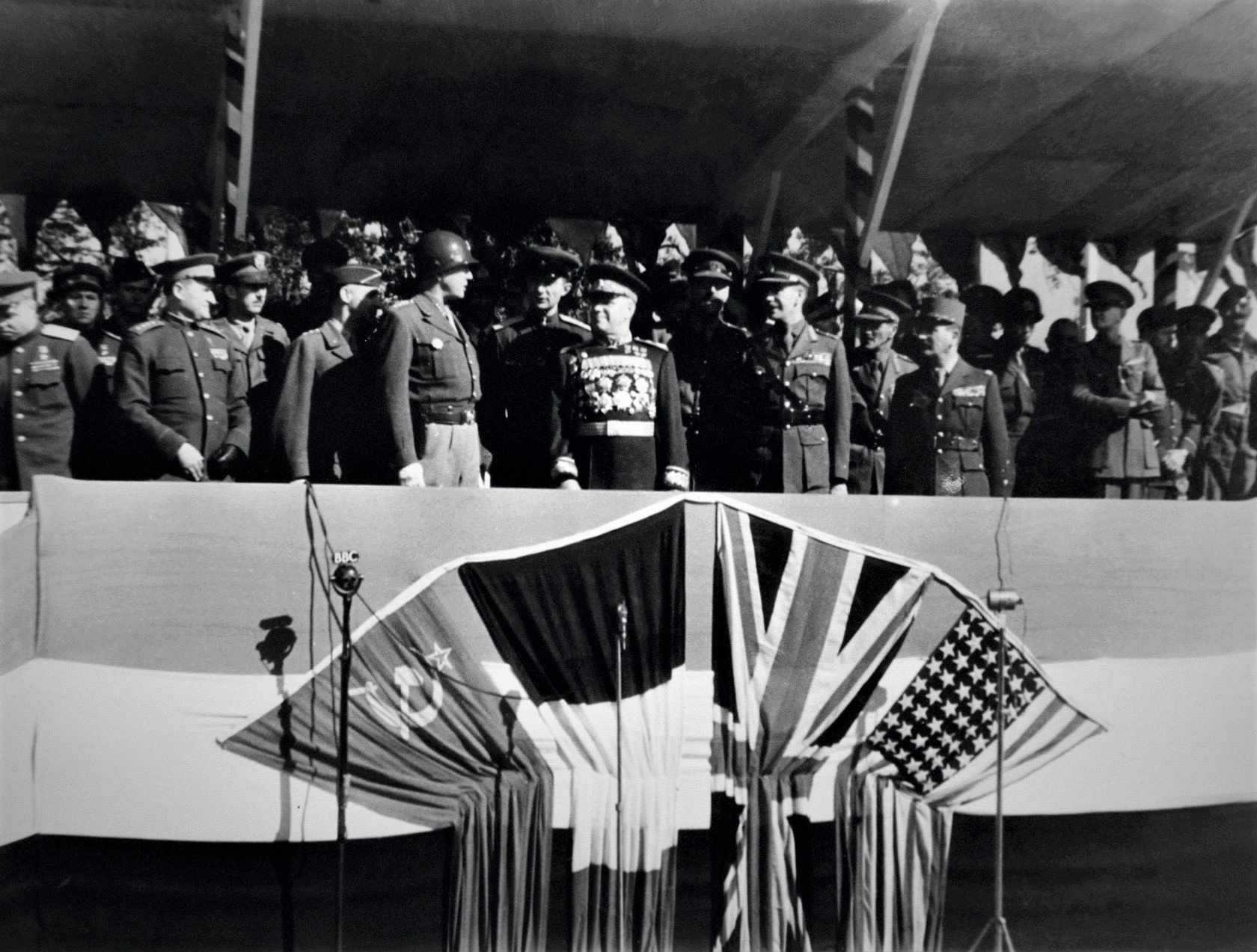
Desfile da Vitória de Berlim em 1945. Na arquibancada: General dos EUA George S. Patton, Marechal da União Soviética Gueorgui Júkov, General de Brigada britânico Brian Robertson e General da França Pierre Kœnig.

A Parada da Vitória de Berlim de 1945 foi realizada pelos Aliados da Segunda Guerra Mundial em 7 de setembro de 1945 em Berlim, capital da derrotada Alemanha nazista, logo após o fim da Segunda Guerra Mundial. Os quatro países participantes foram a União Soviética, os Estados Unidos, o Reino Unido e a França.
O desfile foi proposto pela União Soviética, após o Desfile da Vitória em Moscou de junho de 1945. Julho em Berlim também viu um desfile britânico (o Desfile da Vitória Britânica em Berlim de 1945).
Os oficiais superiores presentes no desfile foram o Marechal da União Soviética Georgy Zhukov da URSS, o General George S. Patton dos Estados Unidos, o General Brian Robertson, do Reino Unido, e o General Marie-Pierre Kœnig da França. O General Dwight D. Eisenhower e o Marechal de Campo Bernard Montgomery recusaram os convites pouco antes do desfile e enviaram Patton e Robertson como seus representantes. As unidades presentes incluíam a 248ª Divisão de Rifles Soviética, aa 2ª Divisão de Infantaria Francesa, a 131ª Brigada de Infantaria Britânica e a 82ª Divisão Aerotransportada dos EUA; as forças presentes vieram principalmente das guarnições locais. O contingente blindado veio da 7ª Divisão Blindada Britânica, da 1ª Divisão Blindada Francesa e do 16º Grupo de Cavalaria Mecanizada dos EUA. O Exército Vermelho aproveitou esta ocasião para a primeira exibição pública do tanque pesado IS-3, com a participação de 52 tanques do 2º Exército Blindado de Guardas.
Fontes russas referem-se a este desfile como um "desfile esquecido", visto que foi mencionado apenas em algumas fontes ocidentais. As forças de quatro Aliados também participaram de outro desfile em Berlim vários meses depois, no Charlottenburger Chaussee, em frente ao Portão de Brandemburgo, no primeiro aniversário da rendição alemã em 8 de maio de 1946, no Desfile da Vitória em Berlim de 1946. Este desfile foi ligado à inauguração do Memorial de Guerra Soviético em Tiergarten. As tropas soviéticas não estariam presentes nas celebrações da vitória de 1946, muito mais conhecidas no oeste de Londres.

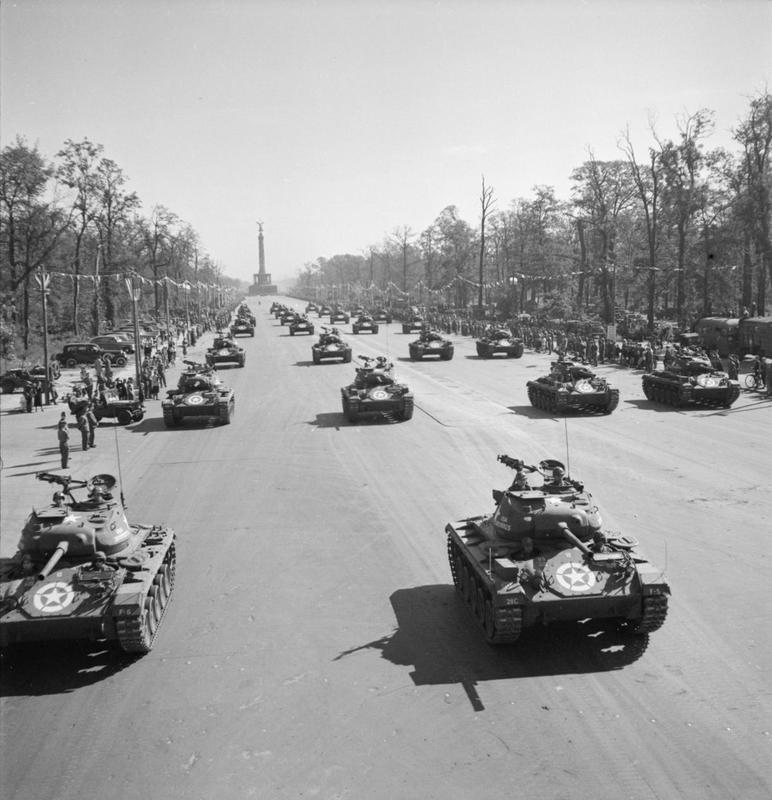
Tanques leves americanos M24 'Chaffee' durante o desfile.
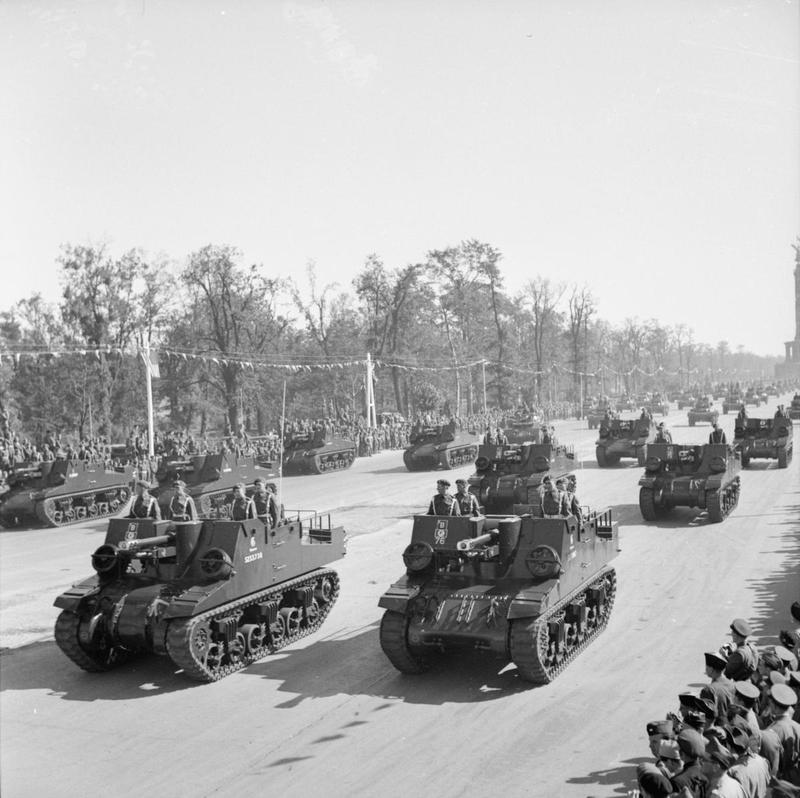
Canhões autopropelidos britânicos Sexton.

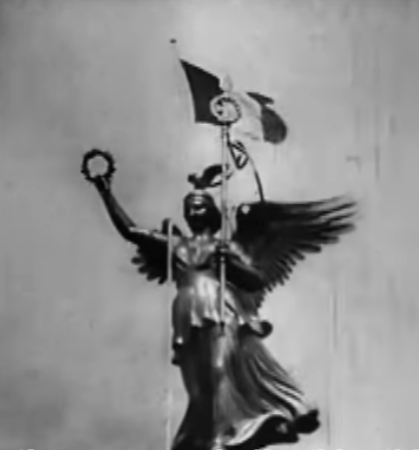
Tricolor francês na estátua da Coluna da Vitória durante o desfile